# Microcanthus
Microcanthus is een monotypisch geslacht van straalvinnige vissen uit de familie van loodsbaarzen (Kyphosidae).

## Soort
- Microcanthus strigatus (Cuvier, 1831)